# Charles Fefferman
Charles Louis Fefferman (sinh ngày 18 tháng 4 năm 1949) là một nhà toán học người Mỹ làm việc tại Đại học Princeton. Lĩnh vực nghiên cứu chính của ông là giải tích.

## Thời niên thiếu và giáo dục
Fefferman sinh ra trong một gia đình người Do Thái, tại thành phố Washington. Ông nổi tiếng là một thần đồng. Fefferman nhập học tại đại học Maryland vào năm 14 tuổi và viết bài bào khoa học đầu tiên ở tuổi 15. Ông tốt nghiệp chuyên ngành toán và vật lý năm 17 tuổi và nhận bằng tiến sĩ (PhD) ba năm sau đó tại đại học Princeton, dưới sự hướng dẫn của Elias M. Stein. Luận văn tiến sĩ của ông là: "Inequalities for strongly singular convolution operators". Fefferman trở thành giáo sư chính thức tại đại học Chicago năm 22 tuổi, và là người trẻ nhất từng đạt được vinh dự này.

## Sự nghiệp khoa học
Năm 25 tuổi, ông quay trở về Princeton làm giáo sư chính thức, và một lần nữa trở thành người trẻ nhất đạt được vinh dự này. Ông thắng giải Alan T. Waterman năm 1976 (người đầu tiên nhận giải) và nhận huy chương Fields năm 1978 cho những đóng góp trong lĩnh vực giải tích. Ông được kết nạp vào Viện Hàn lâm Khoa học Quốc gia Hoa Kỳ năm 1979 và trở thành giáo sư Hebbert Jones tại Princeton vào năm 1984.
Ông còn thắng giải Salem năm 1971, giải tưởng niệm Bôcher năm 2008, giải Bergman vào năm 1992 và giải Wolf về Toán học năm 2017 cũng như được kết nạp vào Viện Hàn lâm Khoa học và Nghệ thuật Hoa Kỳ.
Fefferman đã đóng góp nhiều kết quả trong việc nghiên cứu giải tích phức đa biến bằng việc mở rộng những kết quả cổ điển với số chiều thấp hơn. Đóng góp của ông trong lĩnh vực phương trình đạo hàm riêng, giải tích Fourier, đặc biệt là về sự hội tụ, phân kỳ, tích phân kì dị và các không gian Hardy đã giúp ông nhận được huy chương Fields năm 1978. Ông cũng là một báo cáo viên toàn thể (plenary speaker) tại đại hội Toán học thế giới ăm 1974 tại Vancouver.
Những nghiên cứu ban đầu của ông còn bao gồm việc nghiên cứu sự tiện cận của nhân Bergman trên biên của các miền giả lồi trong {\displaystyle \mathbb {C} ^{n}}. Ngoài ra ông còn nghiên cứu về vật lý toán, động lực học chất lưu, mạng thần kinh nhân tạo, toán kinh tế và giải tích phổ.

## Gia đình
Ông và vợ Julie có hai người con gái, Nina và Lainie. Lainie Fefferman là một nhà sáng tác nhạc, dạy toán tại trường Saint Ann trong khi Nina Fefferman là một nhà sinh học. Em trai của ông, Robert Fefferman cũng là một nhà toán học và đang làm việc tại đại học Chicago.

## Các bài báo nổi bật
Danh sách những bài báo được trích dẫn nhiều nhất của Fefferman, được sắp xếp theo số lượng trích dẫn:
- Fefferman, C.; Stein, E. M. (1972), "Hp spaces of several variables", Acta Mathematica (bằng tiếng Anh), 129: 137–193, doi:10.1007/bf02392215
- Coifman, R.; Fefferman, C. (1974), "Weighted norm inequalities for maximal functions and singular integrals", Studia Mathematica, 51 (3): 241–250, doi:10.4064/sm-51-3-241-250
- Fefferman, C.; Stein, E. M. (1971), "Some maximal inequalities", American Journal of Mathematics, 93 (1): 107–115, doi:10.2307/2373450, JSTOR 2373450
- Fefferman, Charles (1974), "The Bergman kernel and biholomorphic mappings of pseudoconvex domains", Inventiones Mathematicae (bằng tiếng Anh), 26 (1): 1–65, Bibcode:1974InMat..26....1F, doi:10.1007/bf01406845
- Fefferman, Charles L. (1983), "The uncertainty principle", Bulletin of the American Mathematical Society, 9 (2): 129–206, doi:10.1090/s0273-0979-1983-15154-6
- Fefferman, Charles (1970), "Inequalities for strongly singular convolution operators", Acta Mathematica (bằng tiếng Anh), 124: 9–36, doi:10.1007/bf02394567
- Constantin, P.; Fefferman, C.; Majda, A. J. (1996), "Geometric constraints on potentially singular solutions for the 3-D Euler equations", Communications in Partial Differential Equations, 21 (3–4): 559–571, doi:10.1080/03605309608821197
- Fefferman, Charles (1971), "The multiplier problem for the ball", Annals of Mathematics, 94 (2): 330–336, doi:10.2307/1970864, JSTOR 1970864